# 폐포기체방정식
폐포기체방정식(肺胞氣體方程式, 영어: alveolar gas equation, AGE)은 의학, 특히 호흡기학에서 허파꽈리의 산소 분압을 계산하는 데에 쓰이는 수식이다. 다양한 꼴이 있는데, 간단하게는 주로 다음처럼 나타낸다.
{\displaystyle {P_{A}}_{{\ce {O2}}}={F_{I}}_{{\ce {O2}}}\times \left(P_{\mathrm {atm} }-P_{{\ce {H2O}}}\right)-{\frac {{P_{a}}_{{\ce {CO2}}}}{R}}}
여기서 FiO
2는 흡입산소농도, Patm은 대기압, PH
2O는 허파꽈리에서 물의 증기압력, PaCO
2는 동맥혈 이산화탄소 분압, 그리고 R는 호흡계수이다. 해수면과 고도가 같고 실온 환경이며 각종 상수가 통상적인 값을 갖는다고 가정하면 대략
{\displaystyle {P_{A}}_{{\ce {O2}}}=150-1.25\times P_{a}{\ce {CO2}}\ (\mathrm {mmHg} )}
이와 같이 되어, 동맥혈 가스 분석 장치로 측정한 동맥혈 이산화탄소 분압을 바탕으로 허파꽈리의 산소 농도를 추정할 수 있게 된다.
전미연구평의회 산하의 위원회가 1944년 기술한 바에 따르면 미국 국방부 소속 학자들이 각종 보고서에서 처음 유도하였던 것으로 보이며, 1946년 학술지에 게재되어 널리 알려졌다. 호흡기 연구·진료에서 매우 유용하고 중요하기에 오늘날 호흡 생리학에서 반드시 가르치는 수식 가운데 하나이다.

## 폐포환기방정식

사람 몸은 산소를 소모하고 이산화탄소를 생성하기 때문에, 대기중에 비해 산소 분압이 낮고 이산화탄소 분압이 높다. 분압차에 의해 산소는 들어오고 이산화탄소는 빠져나가서 기체의 알짜 출입량이 0이 되는 경우가 정상 상태이다. 그림에서 대기중의 P_{CO2}가 매우 작은 것에서 볼 수 있듯이, 들숨에는 이산화탄소가 없다고 가정할 수 있다. 한편 그림에서는 동맥혈과 허파꽈리의 기체 분압이 서로 똑같은 것으로 나타내었는데, 이산화탄소에 대해서는 대략 맞는 말이지만 산소의 경우 보통 동맥혈 분압이 5-10 mmHg 정도 낮다.

폐포기체방정식의 전제가 되는 것은 이른바 폐포환기방정식(영어: alveolar ventilation equation)인데, 이를 유도하려면 허파의 기체 교환 기능에 문제가 없어서 정상 상태가 유지된다고 가정해야 한다. 정상 상태에서는 어떤 기체든 생성하거나 소모하는 양이 호흡을 통해 알짜로 내보내거나 유입되는 기체의 양과 꼭 같다.
들숨으로 허파꽈리에 들어오는 공기의 부피가 분당 {\displaystyle {{\dot {V}}_{A}}_{I}}, 날숨으로 허파꽈리에서 나가는 공기의 부피가 분당 {\displaystyle {{\dot {V}}_{A}}_{E}}라고 하자. 그리고 대기중 기체 X의 분율을 {\displaystyle {F_{I}}_{X}}, 허파꽈리 속에서 기체 X의 분율을 {\displaystyle {F_{A}}_{X}}이라고 하자. 이때 몸 밖의 대기와 달리 허파꽈리 속의 기체는 체온 때문에 37℃로 데워져 있고 습도가 100%에 이른다. 샤를의 법칙에 따르면 이런 상황에서 물의 증기압력 PH
2O는 47 mmHg로 계산된다. 따라서 허파꽈리 속 나머지 기체의 분압을 합한 값이 Patm－PH
2O＝760－47＝713 mmHg이어야 바깥 공기와 평형이 유지된다. 즉 들숨과 달리 날숨에는 몸에서 나온 수증기가 상당량 포함되어 있다. 따라서 {\displaystyle {{\dot {V}}_{A}}_{E}}는 수증기의 부피를 제외한 값으로, 분율 {\displaystyle {F_{A}}_{X}}는 Patm이 아니라 Patm－PH
2O에 대한 상댓값으로 정의하자.
이상의 정의에 따르면, 분당 알짜로 들이쉬는 기체 X의 부피는
{\displaystyle {{\dot {V}}_{A}}_{I}\times {F_{I}}_{X}-{{\dot {V}}_{A}}_{E}\times {F_{A}}_{X}}
이라고 생각할 수 있다. (알짜로 내쉬는 경우 이 값이 음수가 된다.) 사람은 세포대사를 통해 산소를 소모하고 이산화탄소를 생성하므로, 산소는 들이쉬는 것보다 적게 내쉬고 이산화탄소는 들이쉬는 것보다 많이 내쉬어야 균형이 맞는다. 따라서 분당 소모하는 산소 기체의 부피를 {\displaystyle {\dot {V}}_{{\ce {O2}}}}, 분당 생성하는 이산화탄소 기체의 부피를 {\displaystyle {\dot {V}}_{{\ce {CO2}}}}이라고 하면 다음이 성립한다.
{\displaystyle {\dot {V}}_{{\ce {O2}}}={{\dot {V}}_{A}}_{I}\times {F_{I}}_{{\ce {O2}}}-{{\dot {V}}_{A}}_{E}\times {F_{A}}_{{\ce {O2}}}}
{\displaystyle {\dot {V}}_{{\ce {CO2}}}={{\dot {V}}_{A}}_{E}\times {F_{A}}_{{\ce {CO2}}}-{{\dot {V}}_{A}}_{I}\times {F_{I}}_{{\ce {CO2}}}}
그런데 대기중에는 이산화탄소가 거의 없기 때문에, 근사적으로 {\displaystyle F_{I}{\ce {CO2}}=0}이라고 생각할 수 있다. 대입하면
{\displaystyle {\dot {V}}_{{\ce {CO2}}}={{\dot {V}}_{A}}_{E}\times {F_{A}}_{{\ce {CO2}}}}
이와 같이 된다.

## 폐포기체방정식
폐포기체방정식을 이끌어내려면 호흡계수
{\displaystyle R={\frac {{\dot {V}}_{{\ce {CO2}}}}{{\dot {V}}_{{\ce {O2}}}}}={\frac {{{\dot {V}}_{A}}_{E}\times {F_{A}}_{{\ce {CO2}}}}{{{\dot {V}}_{A}}_{I}\times {F_{I}}_{{\ce {O2}}}-{{\dot {V}}_{A}}_{E}\times {F_{A}}_{{\ce {O2}}}}}}
가 조직에서 일어나는 세포대사의 양상에 따라 값이 정해지는 상수라는 사실을 이용한다. 예컨대 포도당 산화 과정의 화학반응식은
{\displaystyle {\ce {C6H12O6 + 6O2 -> 6CO2 + 6H2O}}}
이므로, 소모된 산소와 생성된 이산화탄소의 분자 수는 반드시 서로 같은 것이다. 이처럼 포도당을 대사 기질로 사용하는 경우 호흡계수는 1이며, 단백질의 경우 약 0.8, 지방의 경우 약 0.7이 된다. 보통 서구식 식단을 따르는 사람에서는 0.8로 가정할 수 있다고 본다.
호흡계수의 식을 변형하면
{\displaystyle {F_{A}}_{{\ce {O2}}}={\frac {{{\dot {V}}_{A}}_{I}}{{{\dot {V}}_{A}}_{E}}}\times {F_{I}}_{{\ce {O2}}}-{\frac {{F_{A}}_{{\ce {CO2}}}}{R}}}
이므로, {\displaystyle {{\dot {V}}_{A}}_{I}}와 {\displaystyle {{\dot {V}}_{A}}_{E}}의 관계를 알면 허파꽈리의 산소 분율 {\displaystyle {F_{A}}_{{\ce {O2}}}}에 대한 식을 얻을 수 있다.

### 간단한 형태
유도 과정을 간단하게 하려면, 들숨의 부피와 수증기를 제외한 날숨의 부피가 대략 같아서 {\displaystyle {{\dot {V}}_{A}}_{I}={{\dot {V}}_{A}}_{E}={\dot {V}}_{A}}이라고 가정한다. 그러면 {\displaystyle {\dot {V}}_{A}}가 약분되므로 다음 관계식을 얻는다.
{\displaystyle {F_{A}}_{{\ce {O2}}}={F_{I}}_{{\ce {O2}}}-{\frac {{F_{A}}_{{\ce {CO2}}}}{R}}}
양변에 Patm－PH
2O를 곱해서 분율을 분압으로 변환하면,
{\displaystyle {P_{A}}_{{\ce {O2}}}={F_{I}}_{{\ce {O2}}}\times \left(P_{\mathrm {atm} }-P_{{\ce {H2O}}}\right)-{\frac {{P_{A}}_{{\ce {CO2}}}}{R}}}
이다. 보통 사람은 허파꽈리와 동맥혈의 이산화탄소 분압 PACO
2와 PaCO
2의 값이 거의 똑같다. 대입하면
{\displaystyle {P_{A}}_{{\ce {O2}}}={F_{I}}_{{\ce {O2}}}\times \left(P_{\mathrm {atm} }-P_{{\ce {H2O}}}\right)-{\frac {{P_{a}}_{{\ce {CO2}}}}{R}}}
이와 같이 단순화된 폐포기체방정식을 얻는다.

### 완전한 형태
단순화된 유도 과정의 오류는 {\displaystyle {{\dot {V}}_{A}}_{I}\neq {{\dot {V}}_{A}}_{E}}이라는 것이다. 예컨대 호흡계수 R＝0.8이면 산소 열 분자를 소모할 때마다 이산화탄소 여덟 분자가 만들어지므로, 두 분자에 해당하는 차이만큼 날숨이 들숨보다 적을 수밖에 없다. 즉
{\displaystyle {{\dot {V}}_{A}}_{I}={{\dot {V}}_{A}}_{E}+{\dot {V}}_{{\ce {O2}}}-{\dot {V}}_{{\ce {CO2}}}}
이다. 완전한 형태의 폐포기체방정식을 얻으려면 이것을 호흡계수의 식에 대입해서 {\displaystyle {{\dot {V}}_{A}}_{I}}를 소거한 다음 {\displaystyle {{\dot {V}}_{A}}_{E}}를 약분하여야 한다.
이에 대해 생각하는 또다른 방법은 산소와 이산화탄소를 제외한 나머지 기체에 주목하는 것이다. 공기중에 가장 흔한 기체는 질소이며, 그 밖에 아르곤 등 소량 존재하는 기체도 있겠지만 비활성 기체라는 점에서는 같으므로 모두 뭉뚱그려서 질소라고 표현하기로 하자. 앞에서와 같은 방식으로 {\displaystyle {F_{I}}_{{\ce {N2}}}}, {\displaystyle {F_{A}}_{{\ce {N2}}}}를 정의하면
{\displaystyle {F_{I}}_{{\ce {O2}}}+{F_{I}}_{{\ce {N2}}}=1}
{\displaystyle {F_{A}}_{{\ce {O2}}}+{F_{A}}_{{\ce {CO2}}}+{F_{A}}_{{\ce {N2}}}=1}
일 수밖에 없다. 또한 이들은 비활성 기체이므로 소모되지도 생성되지도 않으며, 따라서 유입량과 유출량이 같아야만 평형이 유지된다. 즉
{\displaystyle {{\dot {V}}_{A}}_{I}\times {F_{I}}_{{\ce {N2}}}={{\dot {V}}_{A}}_{E}\times {F_{A}}_{{\ce {N2}}}}
이다. 연립하면
{\displaystyle {{\dot {V}}_{A}}_{I}={{\dot {V}}_{A}}_{E}\times {\frac {1-{F_{A}}_{{\ce {O2}}}-{F_{A}}_{{\ce {CO2}}}}{1-{F_{I}}_{{\ce {O2}}}}}}
이므로, 호흡계수의 식에 대입하면
{\displaystyle {F_{A}}_{{\ce {O2}}}={\frac {1-{F_{A}}_{{\ce {O2}}}-{F_{A}}_{{\ce {CO2}}}}{1-{F_{I}}_{{\ce {O2}}}}}\times {F_{I}}_{{\ce {O2}}}-{\frac {{F_{A}}_{{\ce {CO2}}}}{R}}}
이며, {\displaystyle {F_{A}}_{{\ce {O2}}}}에 대해 정리하면
{\displaystyle {F_{A}}_{{\ce {O2}}}={F_{I}}_{{\ce {O2}}}-{\frac {{F_{A}}_{{\ce {CO2}}}}{R}}+{F_{A}}_{{\ce {CO2}}}\times {F_{I}}_{{\ce {O2}}}\times {\frac {1-R}{R}}}
이다. 앞에서와 마찬가지로 양변에 Patm－PH
2O를 곱해 분율을 분압으로 변환한 후 PACO
2＝PaCO
2라고 어림하면,
{\displaystyle {P_{A}}_{{\ce {O2}}}={F_{I}}_{{\ce {O2}}}\times \left(P_{\mathrm {atm} }-P_{{\ce {H2O}}}\right)-{\frac {{P_{a}}_{{\ce {CO2}}}}{R}}+{P_{a}}_{{\ce {CO2}}}\times {F_{I}}_{{\ce {O2}}}\times {\frac {1-R}{R}}}
이다. 이것이 완전한 폐포기체방정식이다.
간단한 형태의 폐포기체방정식과 차이점은 마지막 항
{\displaystyle {P_{a}}_{{\ce {CO2}}}\times {F_{I}}_{{\ce {O2}}}\times {\frac {1-R}{R}}}
인데, 통상적인 경우(PaCO
2＝40 mmHg, FiO
2＝0.21, R＝0.8)를 가정하면 이 항의 값은 2 mmHg에 지나지 않는다. 따라서 단순화된 폐포기체방정식은 유용한 어림이 된다.